# Tournoi d'ouverture du championnat d'Haïti de football 2007
Navigation
Saison précédente Tournoi suivant
Le tournoi d’ouverture de la saison 2007 du Championnat d'Haïti de football est le premier tournoi saisonnier de la dix-septième édition de la première division à Haïti. Les seize meilleures équipes du pays sont regroupées au sein d’une poule unique où elles s’affrontent une seule fois. Il n’y a pas de relégation à l’issue du tournoi.
C'est le Baltimore SC, double tenant du titre, qui remporte à nouveau la compétition après avoir terminé en tête du classement final, avec six points d'avance sur l'AS Cavaly et huit sur l'AS Mirebalais. C’est le troisième titre de champion d'Haïti de l'histoire du club.

## Les clubs participants
| - Violette AC - AS Mirebalais - AS Cavaly - AS Grand-Goâve - Promu de Division 2 - AS Capoise - Don Bosco FC - Roulado FC - AS de Carrefour | - Baltimore SC - Racing Gonaïves - Aigle Noir AC - Tempête FC - Victory SC - Racing Club Haïtien - AS Rive Artibonitienne - Promu de Division 2 - Zénith Cap-Haïtien |

## Compétition
Le barème de points servant à établir le classement se décompose ainsi :
- Victoire : 3 points
- Match nul : 1 point
- Défaite : 0 point

### Classement
| Rang | Équipe                  | Pts | J  | G | N | P  | Bp | Bc | Diff |
| ---- | ----------------------- | --- | -- | - | - | -- | -- | -- | ---- |
| 1    | Baltimore SCT           | 32  | 15 | 9 | 5 | 1  | 19 | 7  | +12  |
| 2    | AS Cavaly               | 26  | 15 | 6 | 8 | 1  | 14 | 5  | +9   |
| 3    | AS Mirebalais           | 24  | 15 | 6 | 6 | 3  | 12 | 7  | +5   |
| 4    | Zénith Cap-Haïtien      | 23  | 15 | 6 | 5 | 4  | 16 | 15 | +1   |
| 5    | Violette AC             | 22  | 15 | 5 | 7 | 3  | 13 | 7  | +6   |
| 6    | Tempête FC              | 22  | 15 | 5 | 7 | 3  | 14 | 13 | +1   |
| 7    | AS Capoise              | 22  | 15 | 5 | 7 | 3  | 12 | 12 | 0    |
| 8    | AS de Carrefour         | 21  | 15 | 5 | 6 | 4  | 15 | 14 | +1   |
| 9    | Don Bosco FC            | 21  | 15 | 6 | 3 | 6  | 14 | 14 | 0    |
| 10   | Racing Gonaïves         | 21  | 15 | 5 | 6 | 4  | 11 | 13 | -2   |
| 11   | Victory SC              | 20  | 15 | 5 | 5 | 5  | 15 | 11 | +4   |
| 12   | Aigle Noir AC           | 19  | 15 | 5 | 4 | 6  | 13 | 11 | +2   |
| 13   | Racing Club Haïtien     | 17  | 15 | 4 | 5 | 6  | 11 | 14 | -3   |
| 14   | AS Rive ArtibonitienneP | 12  | 15 | 3 | 3 | 9  | 9  | 19 | -10  |
| 15   | Roulado FC              | 10  | 15 | 2 | 4 | 9  | 13 | 21 | -8   |
| 16   | AS Grand-GoâveP         | 5   | 15 | 0 | 5 | 10 | 5  | 23 | -18  |

|  | Qualification pour la CFU Club Championship 2007 |
|  | T : Tenant du titre P : Promu de Division 2      |

## Bilan de la saison
| Championnat d'Haïti de football 2007 |                         |
| Champion                             | Baltimore SC (3e titre) |
| Qualifications continentales         |                         |
| CFU Club Championship 2007           | Baltimore SC            |
| Promotions et relégations            |                         |
| Promus en Division 1                 | Aucun                   |
| Relégués en Division 2               | Aucun                   |